# 338. strelska divizija (ZSSR)
338. strelska divizija (izvirno rusko 338. стрелковая дивизия; kratica 338. SD) je bila strelska divizija Rdeče armade v času druge svetovne vojne.

## Zgodovina
Divizija je bila ustanovljena novembra 1941 v Penzi.